# 主教宫 (克拉科夫)
克拉科夫主教宫（波蘭語：Pałac Biskupi w Krakowie），或譯克拉科夫主教府、克拉科夫總主教府，是天主教克拉科夫總教區的主教公署所在地，位於波蘭城市克拉科夫舊城區的西南方。此處自14世纪起成為克拉科夫的主教官邸，也是该市第二大宫殿式建築，仅次于曾是波蘭王室駐地的瓦維爾城堡。这是方济各会修道院建筑群的一部分。
1958-1978年，若望保禄二世担任克拉科夫主教期间曾居住于此。他经常在晚间从大门上方的“教宗窗户”向信徒们进行祝福和谈话。

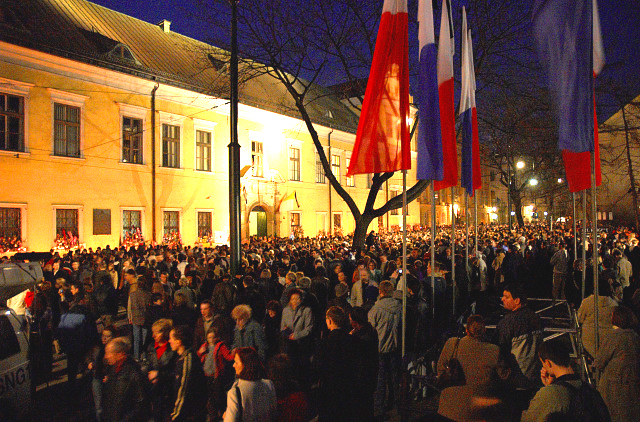
2005年4月3日

2005年4月2日若望保禄二世去世后，有4万名天主教徒聚集在主教宫前守夜和祈祷。在每年去世周年日，都有数千信徒来此聚集。